# Makresz
Makresz (bułg. Макреш) – wieś w północnej Bułgarii, w obwodzie Widin. To centrum administracyjne gminy Makresz. Według danych szacunkowych Ujednoliconego Systemu Ewidencji Ludności oraz Usług Administracyjnych dla Ludności, 15 grudnia 2018 roku miejscowość liczyła 403 mieszkańców.